# 卡波隆杜古
卡波隆杜古（法語：Kapolondougou），是馬里的城鎮，位於該國西南部，由錫卡索區的錫卡索省負責管轄，處於錫卡索以西50公里，面積526平方公里，海拔高度478米，2009年人口12,605，人口密度每平方公里24人。